# Stanisław Pawul
Stanisław Pawul (ur. 12 grudnia 1942 w Gwizdowie, zm. 31 stycznia 2019 w Leżajsku) – polski prezbiter rzymskokatolicki diecezji zielonogórsko-gorzowskiej, kanonik, działacz społeczny, proboszcz w Bobrowicach, Strzelcach Krajeńskich i Cybince. Dziekan dekanatu Strzelce Krajeńskie od 2012 do 2017. Wieloletni wicedziekan w dekanacie Krosno Odrzańskie i Rzepin.

## Życiorys
Urodził się w głęboko wierzącej rodzinie Jana i Magdaleny. Ukończył Liceum Ogólnokształcące w Żołyni, gdzie w 1959 złożył egzamin maturalny. Następnie wstąpił do Wyższego Seminarium Duchownego w Przemyślu. Święcenia kapłańskie przyjął 20 czerwca 1965 w katedrze przemyskiej z rąk wikariusza kapitulnego przemyskiego biskupa Stanisława Jakiela. Wkrótce jako neoprezbiter został skierowany do parafii św. Mikołaja i Imienia Maryi w Bączalu Dolnym. Posługę wikariusza w Bączalu Dolnym pełnił u boku księdza prałata Stanisława Czernieca w latach 1965-1967. Później podjął pracę duszpasterską na tzw. Ziemiach Odzyskanych. Od 1968 pracował jako wikariusz w parafii Niepokalanego Poczęcia Najświętszej Maryi Panny w Ostrowicach koło Drawska Pomorskiego. Od 1970 był kapłanem diecezji zielonogórsko-gorzowskiej (wówczas Administracja Apostolska Gorzowska „ad nutum Sanctae Sedis") i wikariuszem w parafii Trójcy Świętej w Gubinie, a następnie w parafii św. Mikołaja w Głogowie. W 1979 roku został inkardynowany do diecezji gorzowskiej. Był proboszczem parafii Podwyższenia Krzyża Świętego w Bobrowicach od 1979 do 1989, parafii św. Franciszka z Asyżu w Strzelcach Krajeńskich od 1989 do 2004 i parafii Matki Bożej Częstochowskiej w Cybince (lata 2004-2017). 
Pełnił również funkcję wicedziekana w Dekanacie Krosno Odrzańskie i Dekanacie Rzepin. Następnie, w 2012 został mianowany dziekanem w Dekanacie Strzelce Krajeńskie. W 1995 został uhonorowany przez miejscowego biskupa godnością kanonika RM (Rochettum et Mantolettum).
W 2015 obchodził Złoty Jubileusz 50-lecia święceń kapłańskich. W 2017 przeszedł na emeryturę i jako rezydent zamieszkał w rodzinnym Gwizdowie (archidiecezja przemyska), pomagając miejscowym kapłanom w posłudze duszpasterskiej. Czynnie angażował się w życie samorządowe i Kościoła partykularnego.
Zmarł 31 stycznia 2019 w leżajskim szpitalu mając 76 lat. Uroczystości pogrzebowe odbyły się 4 lutego 2019 w kościele Matki Bożej Pocieszenia w Gwizdowie. Przewodniczył im kardynał Stanisław Dziwisz - arcybiskup senior archidiecezji krakowskiej. Wzięło w nich udział wielu kapłanów, w tym biskup Paweł Socha. Został pochowany na miejscowym cmentarzu parafialnym.  

## Życie prywatne
Syn Jana (1899-1998) i Magdaleny (1902-1995), rodziców trojga dzieci (jedno z nich zmarło w dzieciństwie). Był młodszym bratem s. Matyldy Pawul (Sercanki) - od 1981 do 2005 prowadzącej dom Ojca Świętego Jana Pawła II w Watykanie. Po śmierci papieża przez kolejne lata posługiwała u kardynała Stanisława Dziwisza w Krakowie. 